# Augusta National Golf Club
O Augusta National Golf Club, às vezes referido como Augusta ou National, é um clube de golfe em Augusta, Geórgia, Estados Unidos. Ao contrário da maioria dos clubes privados que operam sem fins lucrativos, O Augusta National é uma corporação com fins lucrativos e não divulga sua renda, participações, lista de membros ou vendas de ingressos.
Fundado por Bobby Jones e Clifford Roberts, o campo foi projetado por Jones e Alister MacKenzie e aberto para jogo em 1932. Desde 1934, o clube sediou o Masters de Golfe anualmente, um dos quatro principais campeonatos do golfe profissional, e o único major jogado todos os anos no mesmo campo. Foi o campo com melhor classificação na lista da Golf Digest de 2009 dos 100 melhores campos da América e foi o campo classificado em décimo lugar com base na arquitetura do campo da revista Golfweek como um dos melhores cursos clássicos nos Estados Unidos.

## História

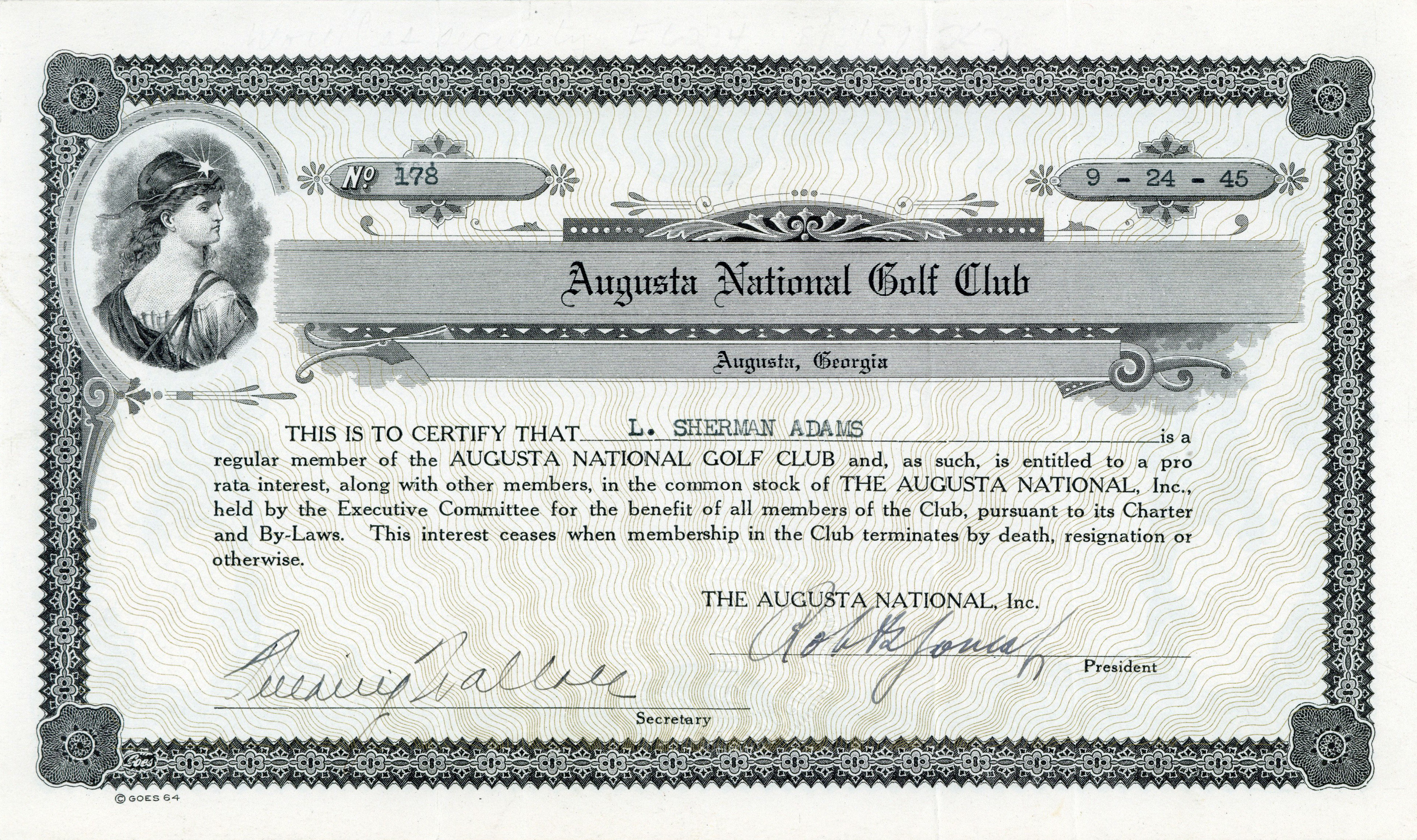
Ação do Augusta National Golf Club, emitida em 24 de setembro de 1945, dirigida a L. Sherman Adams, assinada no original por Bobby Jones como Presidente

O Augusta National foi fundado em 1932 por Bobby Jones e Clifford Roberts em um local de 365 acres de um antigo viveiro chamado Fruitland (mais tarde Fruitlands). Jones procurou criar um campo de golfe de inverno de classe mundial em seu estado natal, a Geórgia. Durante a primeira década de existência do clube, o número de sócios era baixo e as finanças eram curtas devido à Grande Depressão e à localização relativamente remota de Augusta, forçando a dupla a descartar planos futuros de um "campo de senhoras", quadras de squash e tênis e várias propriedades.
Seu primeiro jogador profissional foi Ed Dudley, que desempenhou o cargo até 1957; Dudley foi um dos melhores profissionais de torneios de sua época, com 15 vitórias no PGA Tour.
O Masters foi realizado pela primeira vez em 1934 na tentativa de atrair multidões e jogadores. Roberts persuadiu Jones, então se aposentou, a voltar a jogar no torneio. (Jones inicialmente foi contra o nome Masters).
Em 1948, Dwight D. Eisenhower e sua esposa Mamie foram pessoalmente convidados para ir à Augusta por Roberts. Eisenhower gostou do clube, tornando-se membro e contratou Roberts como seu executor e conselheiro financeiro, que mandou construir uma casa para Eisenhower no local. Durante sua presidência, Eisenhower visitou Augusta National 29 vezes.

### Instalações e terrenos

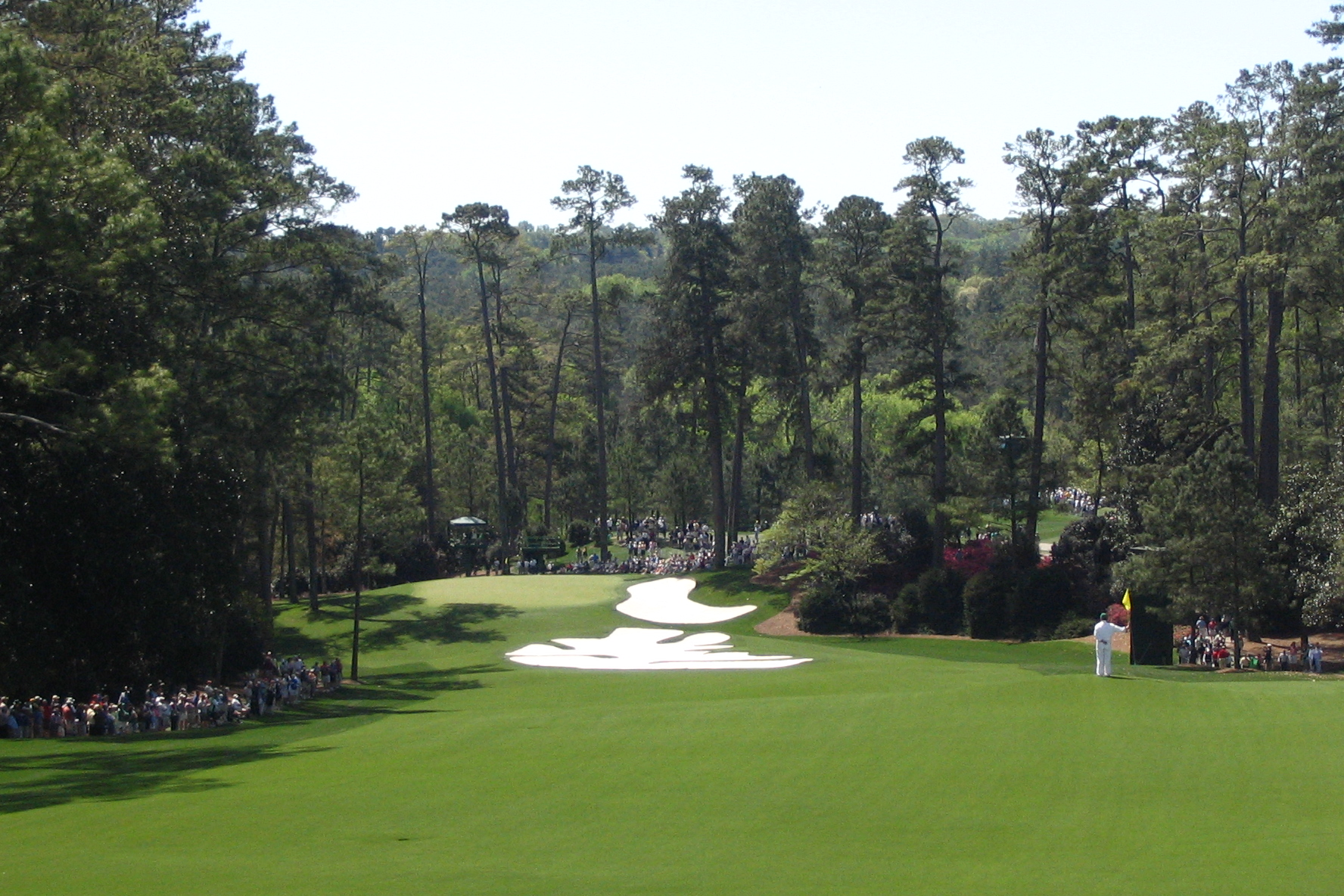
Buraco 10 do Augusta National Golf Club.

Augusta é conhecida por sua aparência impecável e bem mantida: palha de pinho é importada, sons de pássaros são reproduzidos em alto-falantes discretos e até mesmo os lagos já foram tingidos de azul. O clube é famoso por suas azaléias e dogwoods.
As regras e políticas impostas aos funcionários, sócios do clube e visitantes (chamados internamente de "patronos") são notoriamente rígidas. Não são permitidos telefones celulares ou outros dispositivos eletrônicos (exceto no prédio da imprensa - verificações pontuais são realizadas em outro lugar); não é permitido correr ou falar alto; e os espectadores não podem torcer quando um jogador comete um erro. Os guardas de segurança fazem cumprir essas regras e são tradicionalmente fornecidos pela Pinkerton. Os infratores são banidos permanentemente, se não processados quando possível.
Outras instalações notáveis incluem a Butler Cabin, perto do buraco 18, onde os vencedores do torneio são presenteados com uma jaqueta verde; o clubhouse, perto do buraco 1, que data da década de 1850 e tem uma adega bem abastecida; e um intervalo de prática. Três grandes cabines na propriedade são reservadas para patrocinadores do torneio - a partir de 2020, Mercedes-Benz, IBM e AT&T.
O prédio da imprensa local do clube tem estúdios de televisão, um restaurante de cortesia e opções de lanches, banheiros com funcionários e cadeiras de couro. Câmeras colocadas ao longo do curso são conectadas diretamente aos estúdios do prédio da imprensa por meio de cabos subterrâneos.

### Curso do campo
O campo era antigamente um viveiro de plantas, e cada buraco no campo tem o nome da árvore ou arbusto ao qual foi associado. Vários dos buracos nos primeiros nove foram renomeados, assim como o buraco 11.
| Buraco          | Nome                 | Jardas | Par   |               | Buraco         | Nome     | Jardas | Par |
| --------------- | -------------------- | ------ | ----- | ------------- | -------------- | -------- | ------ | --- |
| 1               | Tea Olive            | 445    | 4     |               | 10             | Camellia | 495    | 4   |
| 2               | Pink Dogwood         | 575    | 5     | 11            | [White Dogwood | 505      | 4      |     |
| 3               | Flowering Peach      | 350    | 4     | 12            | Golden Bell    | 155      | 3      |     |
| 4               | Flowering Crab Apple | 240    | 3     | 13            | Azalea         | 510      | 5      |     |
| 5               | Magnolia             | 495    | 4     | 14            | Chinese Fir    | 440      | 4      |     |
| 6               | Juniper              | 180    | 3     | 15            | Firethorn      | 530      | 5      |     |
| 7               | Pampas               | 450    | 4     | 16            | Redbud         | 170      | 3      |     |
| 8               | Yellow Jasmine       | 570    | 5     | 17            | Nandina        | 440      | 4      |     |
| 9               | Carolina Cherry      | 460    | 4     | 18            | Holly          | 465      | 4      |     |
| Primeiros noves | Primeiros noves      | 3,765  | 36    | ùltimos noves | ùltimos noves  | 3,710    | 36     |     |
| Fonte:          | Total                | Total  | Total | Total         | Total          | Total    | 7,475  | 72  |

Ao contrário da maioria dos outros campos de golfe públicos ou privados nos Estados Unidos, o Augusta National nunca foi classificado por handicap. Durante o Masters de 1990, uma equipe de avaliadores da USGA, organizada pela Golf Digest, avaliou o campo e deu a ele uma classificação não oficial de 76,2. Ele foi reavaliado em 2009 e recebeu uma classificação não oficial de 78,1.
Os greens do campo são meticulosamente mantidos para fornecer uma superfície de golfe rápida e dura. Esta firmeza é auxiliada por um sistema subterrâneo de irrigação e ventilação conhecido como Sistema SubAir, desenvolvido e instalado em 1994 por Marsh Benson. A SubAir logo evoluiu para sua própria empresa nas proximidades de Graniteville, Carolina do Sul, projetando e instalando sistemas automáticos de sucção de água semelhantes em locais como Pebble Beach, East Lake, Citi Field e Citizens Bank Park.
Os bunkers são preenchidos não com areia tradicional, mas com quartzo granulado (conhecido como "areia de Pinheiro Spruce"), que é produzido como um subproduto durante o trabalho em minas de feldspato no "Distrito de Mineração de Pinheiro Spruce" e em torno de Spruce Pine. Carolina do Norte. Augusta tem usado areia de Spruce Pine para preencher seus quarenta e quatro bunkers desde o início dos anos 1970, quando Clifford Roberts visitou o Linville Golf Club em Linville, Carolina do Norte, que usava o material na época. Como a mineradora fornecedora da areia recusou o pagamento, em troca Roberts se ofereceu para hospedar o proprietário da empresa em Augusta a qualquer momento, e mais tarde deu a ele seis passes de mestre.